# Biola Tak Berdawai
Biola Tak Berdawai é um filme de drama indonésio de 2003 dirigido e escrito por Sekar Ayu Asmara. Foi selecionado como representante da Indonésia à edição do Oscar 2004, organizada pela Academia de Artes e Ciências Cinematográficas.

## Elenco
- Ria Irawan
- Nicholas Saputra
- Jajang C. Noer